# Contre-la-montre féminin aux championnats du monde de cyclisme sur route 2004
Navigation
2003 2005
Le contre-la-montre féminin des championnats du monde de cyclisme sur route 2004 a lieu le 28 septembre 2004 à Bardolino, en Italie, sur un parcours de 24,05 km. Il est remporté par la Suisse Karin Thürig.

## Classement
|                                    | Coureur               | Pays       |    | Temps          |
| ---------------------------------- | --------------------- | ---------- | -- | -------------- |
| Médaille d'or, Coupe du Monde      | Karin Thürig          | Suisse     | en | 30 min 53 s 65 |
| Médaille d'argent, Coupe du Monde  | Judith Arndt          | Allemagne  | +  | 51 s 78        |
| Médaille de bronze, Coupe du Monde | Zulfiya Zabirova      | Russie     |    | 56 s 35        |
| 4                                  | Joane Somarriba       | Espagne    |    | 1 min 15 s 73  |
| 5                                  | Edita Pučinskaitė     | Lituanie   |    | 1 min 32 s 06  |
| 6                                  | Mirjam Melchers       | Pays-Bas   |    | 1 min 41 s 97  |
| 7                                  | Christine Thorburn    | États-Unis |    | 1 min 44 s 02  |
| 8                                  | Priska Doppmann       | Suisse     |    | 1 min 54 s 99  |
| 9                                  | Oenone Wood           | Australie  |    | 2 min 7 s 95   |
| 10                                 | Tatiana Guderzo       | Italie     |    | 2 min 11 s 87  |
| 11                                 | Anita Valen de Vries  | Norvège    |    | 2 min 16 s 57  |
| 12                                 | Svetlana Boubnenkova  | Russie     |    | 2 min 16 s 64  |
| 13                                 | Trixi Worrack         | Allemagne  |    | 2 min 16 s 86  |
| 14                                 | Deirdre Demet-Barry   | États-Unis |    | 2 min 17 s 56  |
| 15                                 | Jeannie Longo         | France     |    | 2 min 29 s 87  |
| 16                                 | Olivia Gollan         | Australie  |    | 2 min 38 s 99  |
| 17                                 | Bogumiła Matusiak     | Pologne    |    | 2 min 44 s 60  |
| 18                                 | Dori Ruano Sanchon    | Espagne    |    | 2 min 49 s 64  |
| 19                                 | Anna Zugno            | Italie     |    | 3 min 2 s 76   |
| 20                                 | Edwige Pitel          | France     |    | 3 min 3 s 92   |
| 21                                 | Susan Palmer-Komar    | Canada     |    | 3 min 15 s 82  |
| 22                                 | Blaža Klemenčič       | Slovénie   |    | 3 min 16 s 52  |
| 23                                 | Tatiana Shishkova     | Moldavie   |    | 3 min 31 s 93  |
| 24                                 | Natacha Maes          | Belgique   |    | 3 min 34 s 14  |
| 25                                 | Jolanta Polikevičiūtė | Lituanie   |    | 3 min 41 s 93  |
| 26                                 | Evy Van Damme         | Belgique   |    | 3 min 42 s 49  |
| 27                                 | Paola Madriñán        | Colombie   |    | 3 min 46 s 08  |
| 28                                 | Malgorzata Wysocka    | Pologne    |    | 3 min 57 s 55  |
| 29                                 | Natalya Kachalka      | Ukraine    |    | 4 min 2 s 25   |
| 30                                 | Maria Cagigas         | Espagne    |    | 4 min 4 s 84   |
| 31                                 | Loes Gunnewijk        | Pays-Bas   |    | 4 min 26 s 93  |
| 32                                 | Tiina Nieminen        | Finlande   |    | 4 min 31 s 35  |
| 33                                 | Amy Moore             | Canada     |    | 5 min 9 s 83   |
| 34                                 | Veronica Leal         | Mexique    |    | 7 min 20 s 97  |
| abandon                            | Christiane Soeder     | Autriche   |    |                |